# Logan Griffin
Pour les articles homonymes, voir Griffin.
Logan Griffin, né le 19 mai 1995 à Auckland, est un coureur cycliste néo-zélandais.

## Palmarès
- 2014
  - Tour de Taranaki :
    - Classement général
    - 1re étape

  - 9eb étape du Tour de Nouvelle-Calédonie (contre-la-montre)
  - 2e du Tour de Nouvelle-Calédonie
- 2016
  - Gravel and Tar
  - 1reb, 5eb (contre-la-montre) et 10e étapes du Tour de Nouvelle-Calédonie
- 2017
  - 3e étape du Tour de Taranaki
  - 2e de la New Zealand Cycle Classic
  - 2e du Tour de Taranaki
- 2018
  - 1re (contre-la-montre) et 3e étapes du Tour de Taranaki
- 2019
  - 2e et 3e (contre-la-montre) étapes du Hawkes Bay Tour
  - Tour de Taranaki :
    - Classement général
    - 3e étape

  - 3e étape du Tour de Bright

## Classements mondiaux
| Année            | 2016 | 2017 | 2018 | 2019 |
| ---------------- | ---- | ---- | ---- | ---- |
| UCI Asia Tour    | 525e |      | 319e |      |
| UCI Oceania Tour |      | 29e  |      | 35e  |